# Promedio Industrial Dow Jones
Promedio Industrial Dow Jones es la expresión con la que se puede traducir al español el nombre del Dow Jones Industrial Average (abreviado DJIA o Dow-30, informalmente Dow Jones o Dow), uno de muchos índices bursátiles creados por Charles Henry Dow, editor del periódico The Wall Street Journal durante el siglo XIX y cofundador de la empresa Dow Jones & Company. Mide el desempeño de las 30 mayores sociedades anónimas que cotizan en el mercado bursátil de Estados Unidos. 
Es el segundo índice más antiguo de Estados Unidos después del Promedio de Transportes Dow Jones, también creado por Dow.  
Aunque nació con el nombre "industrial", lo cierto es que en la actualidad no todos sus componentes tienen relación con la industria pesada, debido al auge de las compañías financieras y de informática.
El índice se calculaba inicialmente dividiendo el valor total de las acciones por el número de estas. Sin embargo, para compensar los efectos del desdoblamiento de acciones (que se produce cuando una empresa aumenta su número de acciones manteniendo el valor de su capitalización de mercado, resultando en un mayor número de acciones con un valor menor cada una) y otros ajustes, el valor total de las acciones pasó a dividirse por una fórmula matemática que otorga mayor "peso" a las empresas más grandes e importantes. Debido a esto, una caída de, por ejemplo, los títulos de Microsoft en la Bolsa de Valores de Nueva York tiene un impacto mucho mayor que la de una empresa con una capitalización de mercado más pequeña. Después de muchos ajustes el divisor actual es menor a 1 (aprox. 0,1323), por lo que el valor del índice es mayor que el valor total de sus componentes. Cada dólar de cambio en el índice influye en 7,56 puntos en el promedio.

## Historia
El debut del índice ocurrió el 26 de mayo de 1896, midiendo al inicio el desempeño de 12 empresas, con 40,94 puntos.
En sus inicios, el Dow era calculado directamente al dividir el valor en dinero de las acciones por la cantidad de acciones existentes. La mayoría de los grandes cambios porcentuales del Dow ocurrieron temprano en su historia, mientras maduraba la economía.
El 30 de julio de 1914 el índice se mantuvo estable alrededor de los 71 puntos por cuatro meses. Algunos economistas creen que esto se debió al temor provocado por el comienzo de la Primera Guerra Mundial.
En 1916, creció el número de acciones evaluadas por el índice a 20 y el valor de su nueva versión resultó un 27% menos.
En 1928, fue aumentado a 30 acciones, cerca del frenesí del "mercado alcista" de 1920.
El desplome de 1929, y la Gran Depresión hizo volver al índice a sus niveles primigenios, casi un 90% menor a su máximo histórico, en 8 de julio de 1932. 
La mayor caída porcentual del índice desde 1914, ocurrió durante el «lunes negro» del 19 de octubre de 1987, cuando el promedio cayó un 22,61%.

## Composición
El promedio industrial Dow Jones está compuesto por las siguientes 30 compañías:

| Compañía                        | Símbolo        | Industria                                          | Fecha de ingreso | Notas                                   |
| ------------------------------- | -------------- | -------------------------------------------------- | ---------------- | --------------------------------------- |
| 3M                              | (NYSE: MMM)    | Industria diversificada                            | 1976-08-09       | como Minessota Mining and Manufacturing |
| American Express                | (NYSE: AXP)    | Servicios financieros                              | 1982-08-30       |                                         |
| Apple                           | (NASDAQ: AAPL) | Informática                                        | 1976-04-01       |                                         |
| Boeing                          | (NYSE: BA)     | Industria aeroespacial e armamentística            | 1987-03-12       |                                         |
| Caterpillar, Inc.               | (NYSE: CAT)    | Industria automotriz                               | 1991-05-06       |                                         |
| Chevron Corporation             | (NYSE: CVX)    | Industria petrolera                                | 2008-02-19       | también del 1930-07-18 al 1999-11-01    |
| Cisco                           | (NASDAQ: CSCO) | Tecnología y telecomunicaciones                    | 2009-06-08       |                                         |
| Coca-Cola                       | (NYSE: KO)     | Bebidas                                            | 1987-03-12       | también del 1932-05-26 al 1935-11-20    |
| Dow                             | (NYSE: DOW)    | Industria química (fusión de DOW y DUPONT)         | 1935-11-20       | también del 1924-01-22 al 1925-08-31    |
| ExxonMobil                      | (NYSE: XOM)    | Industria petrolera                                | 1928-10-01       | como Standard Oil of New Jersey         |
| Goldman Sachs                   | (NYSE: GS)     | Banca                                              | 2013-09-20       |                                         |
| The Home Depot                  | (NYSE: HD)     | Minoristas                                         | 1999-11-01       |                                         |
| Intel                           | (NASDAQ: INTC) | Semiconductores                                    | 1999-11-01       |                                         |
| IBM                             | (NYSE: IBM)    | Informática                                        | 1979-06-29       | también del 1932-05-26 al 1939-03-04    |
| Johnson & Johnson               | (NYSE: JNJ)    | Industria farmacéutica y bienes de consumo         | 1997-03-17       |                                         |
| JPMorgan Chase                  | (NYSE: JPM)    | Banca                                              | 1991-05-06       | como J.P. Morgan & Company              |
| McDonald's                      | (NYSE: MCD)    | Restaurantes de comida rápida                      | 1985-10-30       |                                         |
| Merck                           | (NYSE: MRK)    | Industria farmacéutica                             | 1979-06-29       |                                         |
| Microsoft                       | (NASDAQ: MSFT) | Software                                           | 1999-11-01       |                                         |
| Nike                            | (NYSE: NKE)    | Industria textil                                   | 2013-09-20       |                                         |
| Pfizer                          | (NYSE: PFE)    | Industria farmacéutica                             | 2004-04-08       |                                         |
| Procter & Gamble                | (NYSE: PG)     | bienes de consumo                                  | 1932-05-26       |                                         |
| The Travelers Companies         | (NYSE: TRV)    | Seguros                                            | 2009-06-08       |                                         |
| UnitedHealth Group              | (NYSE: UNH)    | Salud                                              | 2012-09-24       |                                         |
| United Technologies Corporation | (NYSE: UTX)    | Industria aeroespacial                             | 1939-03-14       | como United Aircraft                    |
| Verizon Communications          | (NYSE: VZ)     | Telecomunicaciones                                 | 2004-04-08       |                                         |
| Visa                            | (NYSE: V)      | Banca                                              | 2013-09-20       |                                         |
| Walmart                         | (NYSE: WMT)    | Minoristas                                         | 1997-03-17       |                                         |
| Walt Disney                     | (NYSE: DIS)    | Telecomunicaciones e industria del entretenimiento | 1991-05-06       |                                         |